# 단향

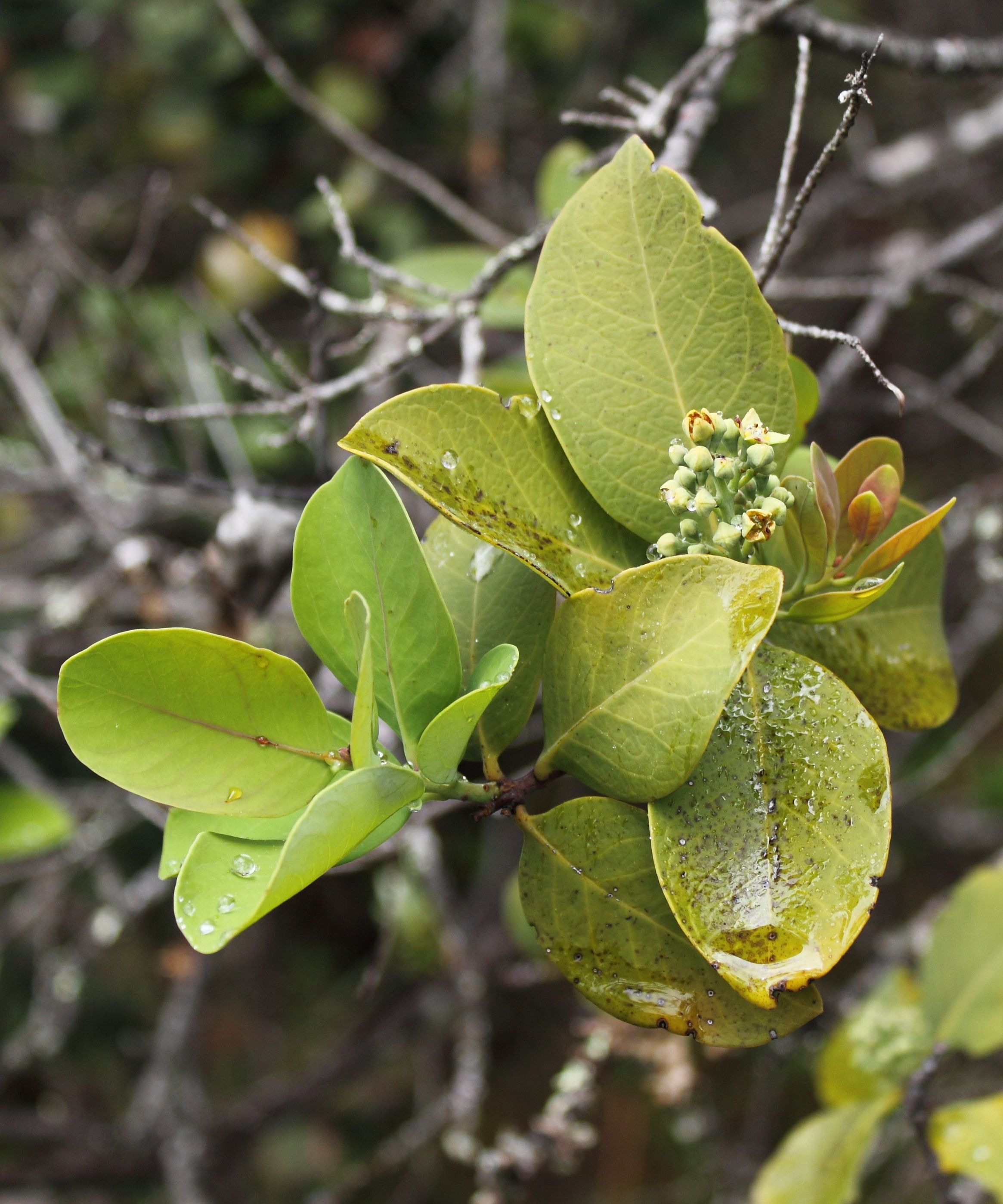

단향(檀香) 또는 단향목(檀香木, Sandalwood)는 식물분류상 과(genus)에서 단향과(檀香科)(Santalum)에 속하는 나무들로서 나무의 심부에 강한 향을 가지고 있는 상록교목들을 부르는 부르는 이름이다. 영어로 Sandalwood로 부르는 것은 유사한 향을 내는 향나무 종류를 광범위하게 부르는 이름이다. 고대에 인도로부터 수입되어 향의 원료로 사용되었으며 그 색에 따라 백단(白檀) · 황단(黃檀) · 자단(紫檀)으로 구분한 것이 한국에 옛날부터 알려졌으며 그 상위 분류상 단향목(檀香目)( sandalwood family, Santalaceae)가 있으니 구분하여 사용해야한다.
다른 향을 내는 나무와는 달리 수십년간 지속적으로 향이 지속된다. 성장속도가 느린데 그 가치가 높아 과거 무분별한 벌목 채취로 문제가 되어 현재 생산국 생산을 관리하고 있으나 불법채취가 끊이지 않는다. 산지는 인도, 네팔, 방글라데시, 파키스탄, 스리랑카, 호주, 인도네시아, 하와이, 그 외 태평양 섬들에서 발견된다.

## 종류
그 대표적인 종류는 아래와 같다.
- 백단 Santalum album, white or Indian sandalwood,

- Santalum ellipticum, coast sandalwood

- Santalum freycinetianum, Hawaiian sandalwood

- Santalum lanceolatum, Northern sandalwood (also Northern sandalbox)

- Santalum spicatum, Australian sandalwood

그 외에 단향목에 속하는 Osyris과에 속하는 다음도 sandalwood라고 불린다.
- Osyris lanceolata, African sandalwood

- Osyris tenuifolia, east African sandalwood

그리고 관련이 없지만 다음의 나무도 sandalwood라는 통칭으로 불리며 유사한 향을 가져 이용된다.
- Adenanthera pavonina, sandalwood tree; red, false red sandalwood

- Baphia nitida, camwood, also known as African sandalwood

- Eremophila mitchellii, sandalwood; false sandalwood (also sandalbox)

- Myoporum platycarpum, sandalwood; false sandalwood

- Myoporum sandwicense, bastard sandalwood; false sandalwood

- Pterocarpus santalinus, red sandalwood

## 생산
S. album인 백단의 경우 최초 15년 이상 자라야 상업적인 가치를 가지며 인도의 타밀지방과 호주의 서부에 대규모 재배지(plantations)가 조성되어 있다. 호주의 경우 그 면적이 15,000 ha (37,000 acres) 이상이며 현재 톤당 호주달러로 AU$ 16,000의 시세를 보이고 있다. 2012년에 불법적으로 거래된 양은 250만 호주달러로 추산된다.

## 용도
1. 향료
2. 종교적 조각에 이용 (힌두교, 불교, 이슬람교, 조로아터교, 중국 및 일본의 토속신앙)
3. 의약품
4. 기술분야: 자외선 혹은 형광현미경의 immersion oil로서 사용된다. 그 장점은 낮은 형광성과 굴절율이 그 용도에 적합하기 때문이다.
5. 식품: 호주의 S. acuminatum의 경우 열매와 그 씨의 알맹이를 먹기도 한다.